# Розтропиці
Розтропиці (пол. Roztropice) — село в Польщі, у гміні Ясениця Бельського повіту Сілезького воєводства.
Населення — 731 особа (2011).
У 1975-1998 роках село належало до Бельського воєводства.

## Демографія
Демографічна структура станом на 31 березня 2011 року:
|          | Загалом | Допрацездатний вік | Працездатний вік | Постпрацездатний вік |
| -------- | ------- | ------------------ | ---------------- | -------------------- |
| Чоловіки | 365     | 77                 | 248              | 40                   |
| Жінки    | 366     | 92                 | 211              | 63                   |
| Разом    | 731     | 169                | 459              | 103                  |